# St. Suitbertus (Düsseldorf-Kaiserswerth)

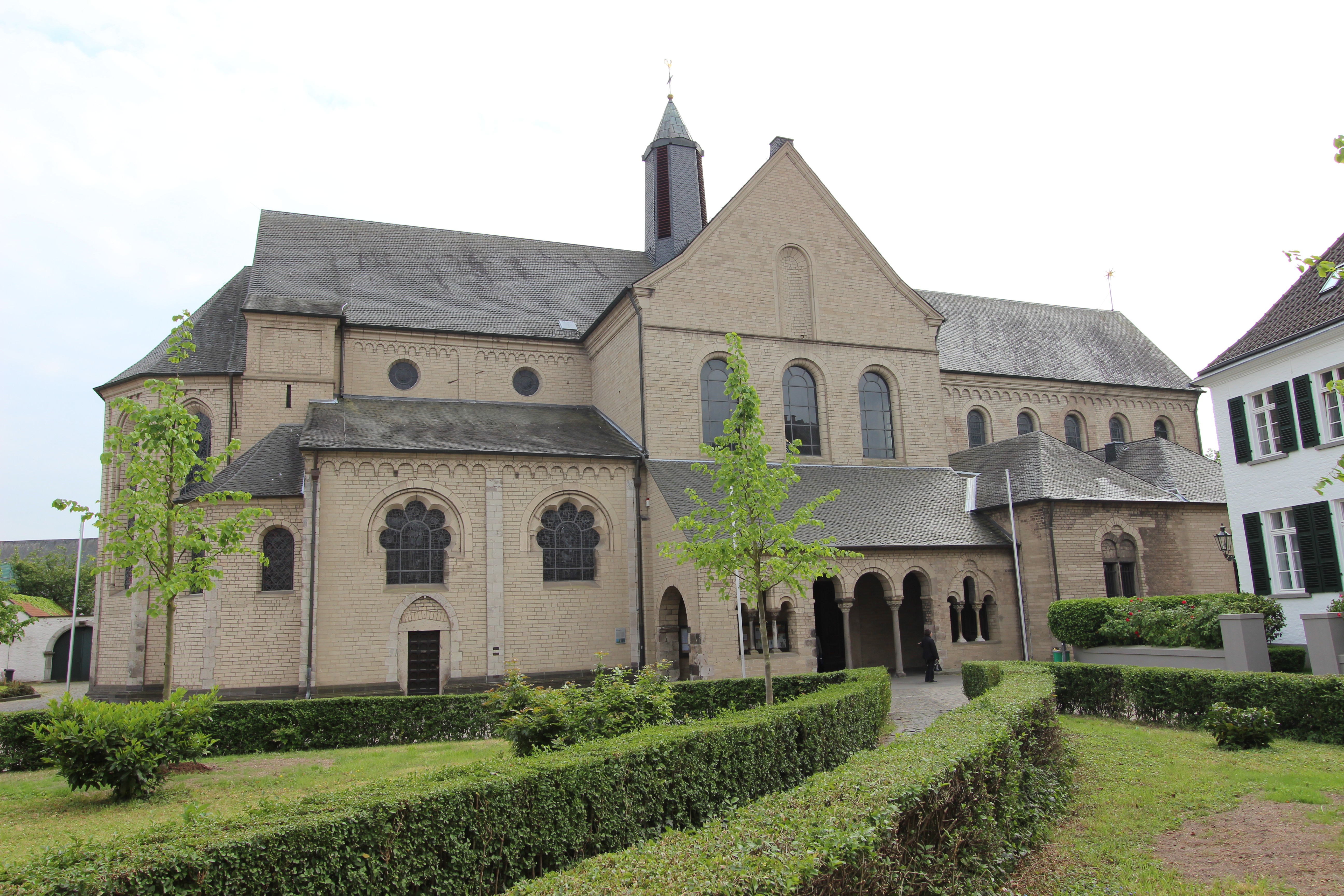
Basilika mit Stiftsplatz von Süd-Ost

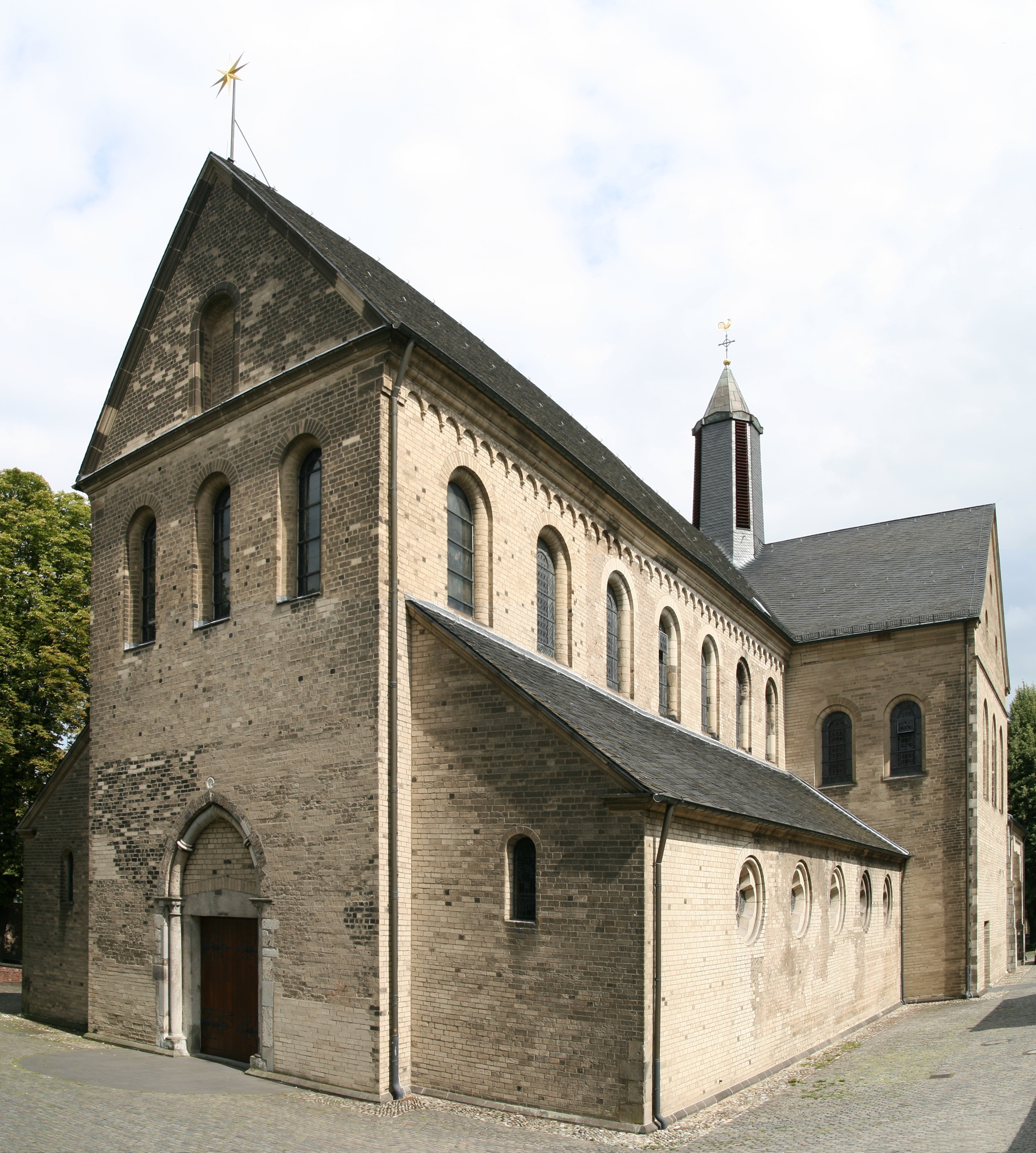
Die Basilika von Südwesten

Die ehemalige Stiftskirche und heutige Pfarrkirche St. Suitbertus ist eine flachgedeckte dreischiffige Pfeilerbasilika im Düsseldorfer Stadtteil Kaiserswerth. Die gleichnamige Pfarrei gehört zur Kath. Pfarreien-Gemeinschaft Angerland/Kaiserswerth im Stadtdekanat Düsseldorf des Erzbistums Köln.

## Geschichte
An der Stelle des Vorgängerbaus, der Klosterkirche St. Petrus vom Anfang des 8. Jahrhunderts, wurde etwa ab dem Jahr 1050 die Stiftskirche St. Suitbert aus Tuffstein errichtet. Ihre Bauzeit fällt in zwei verschiedene Stilepochen: Das Langhaus ist spätromanisch, während der 1237 geweihte Chor bereits sehr deutlich gotische Elemente zeigt. 1264 wurden die Gebeine der heiligen Suitbertus und Willeicus hierhin überführt, und heute gehört der reich verzierte Suitbertusschrein aus dieser Zeit zu den wenigen Stücken, die vom ehemals umfangreichen Kirchenschatz verblieben sind.
Die Basilika bestand ursprünglich aus einem West-Turm, einem Querschiff und drei Apsiden. Im Jahre 1243 wurde der West-Turm aus kriegstechnischen Gründen abgetragen und sollte später wieder aufgebaut werden.

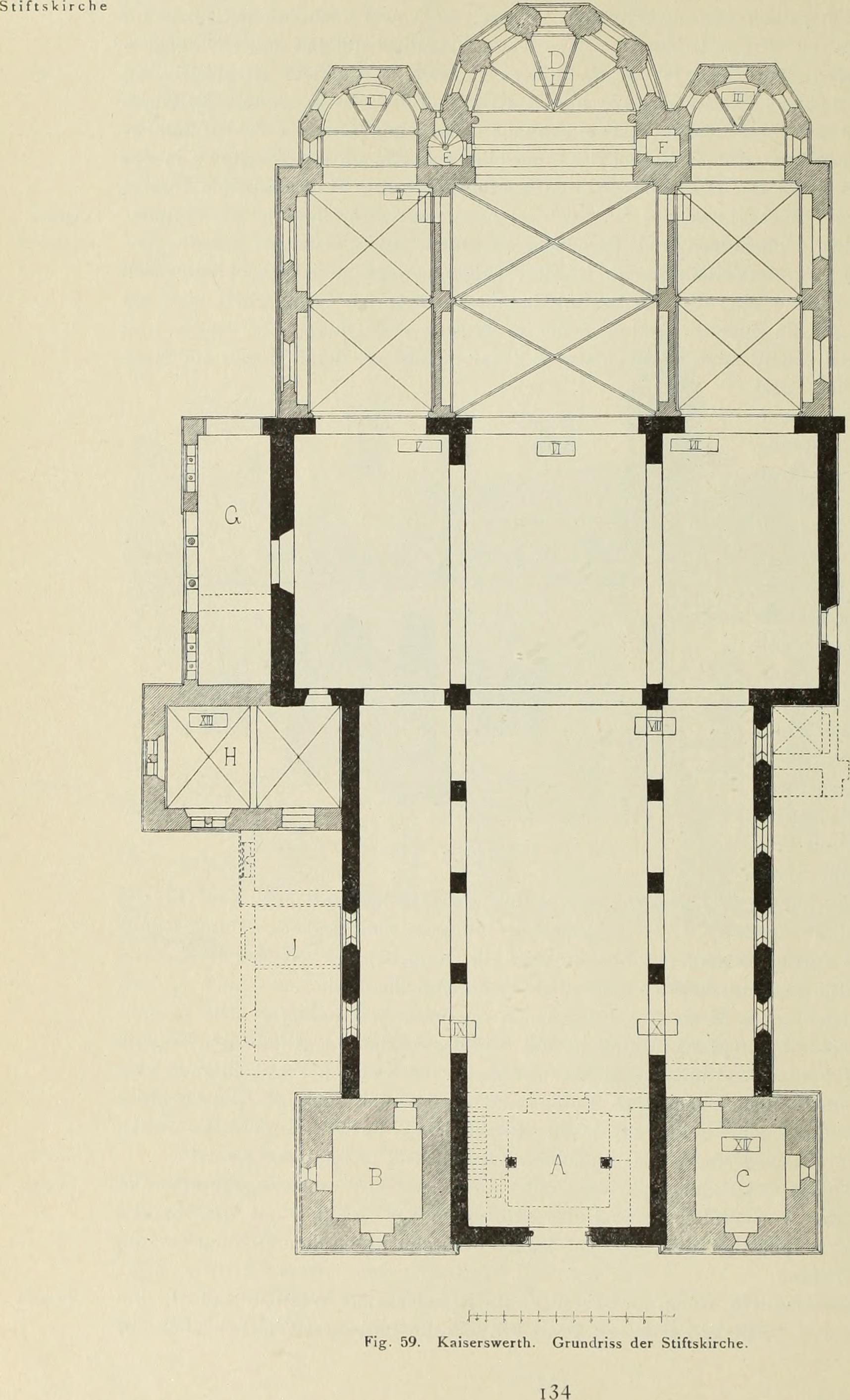
Grundriss mit Darstellung der Anbauten des 19. Jahrh. (Schraffur)

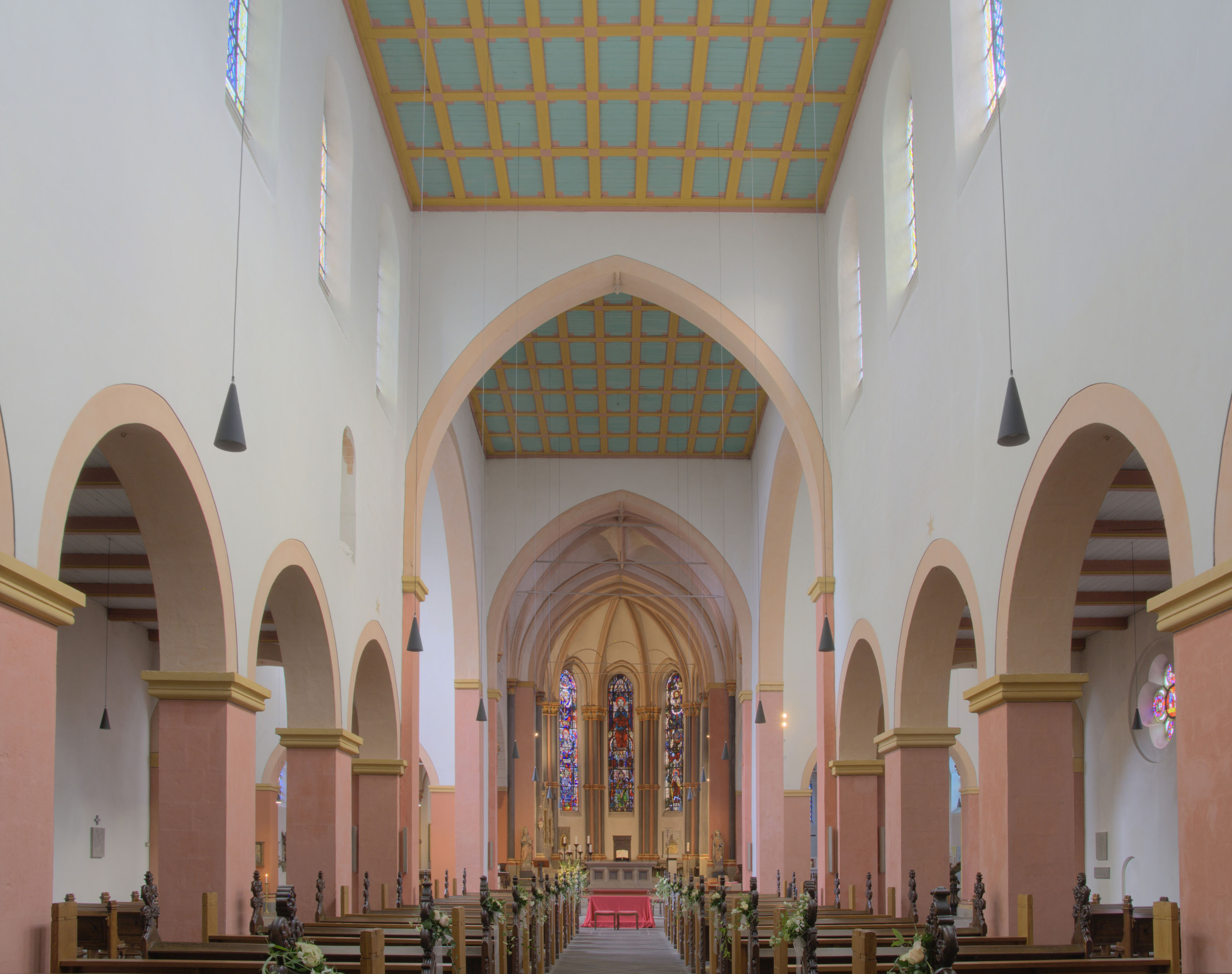
Innenraum, Blick zum Chor

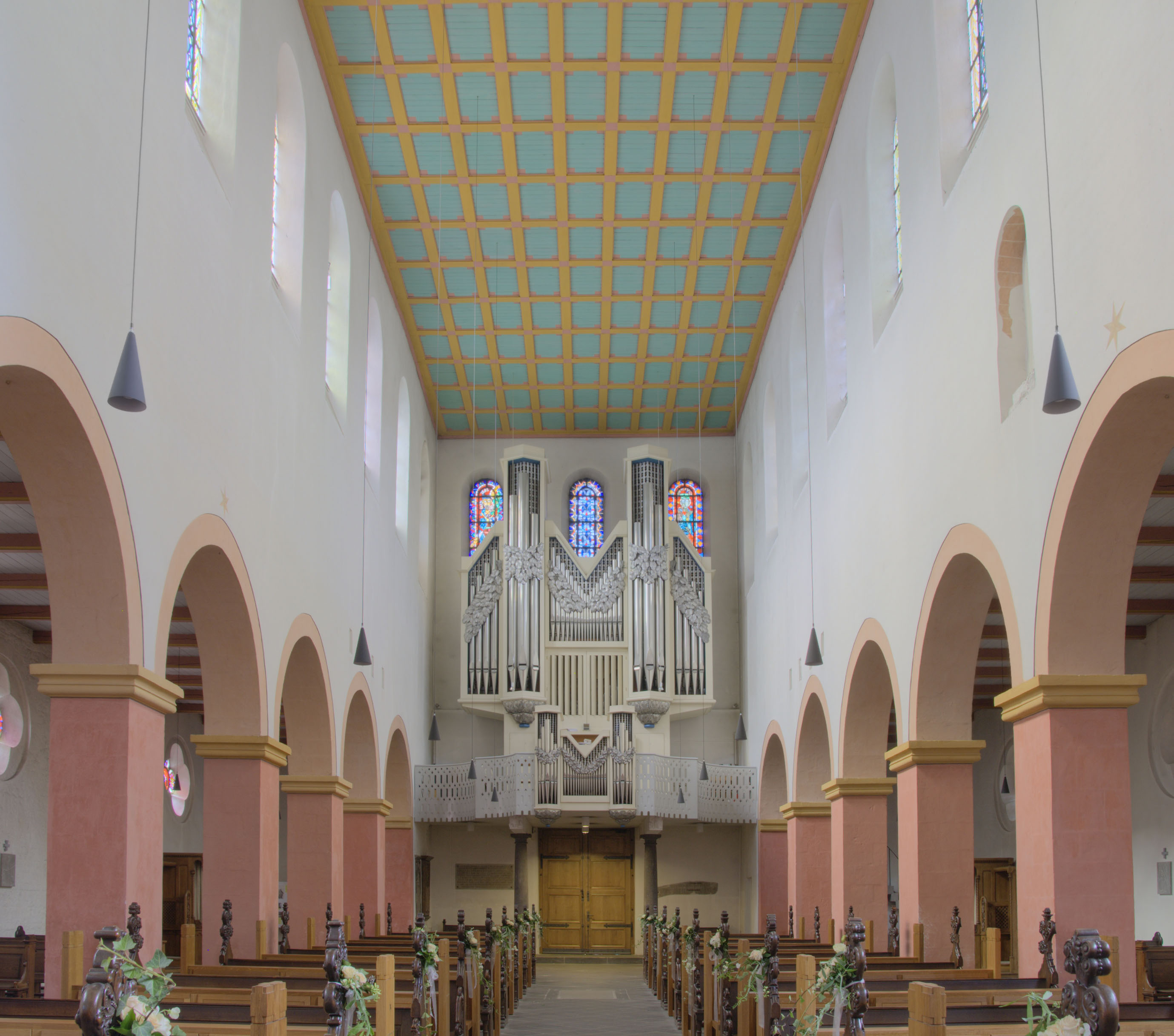
Innenraum, Blick nach Westen (Orgelprospekt mit Rückpositiv)

Die Kirche wurde zwei Mal renoviert, einmal im Jahre 1717, wobei man aber nur Beschädigungen, die im Laufe der Jahre entstanden waren, beseitigte und das zweite Mal ab dem Jahre 1870. Die zweite Renovierung dauerte bis 1877, wobei man auch die Basilika vergrößerte und den 1243 abgetragenen Westturm mitsamt einem weiteren wieder errichtete.
Die Basilika wurde aufgrund ihrer Lage direkt am Rhein mehrmals überflutet, wobei aber keine größeren Schäden entstanden. Im Zweiten Weltkrieg wurden dann Türme der Basilika zerstört, so dass heute nur noch ein kleinerer Glockenturm vorhanden ist.
Auf der Nordseite sind dem Hauptbau eine Vorhalle vom Anfang des 13. Jahrhunderts und die Sakristei angegliedert. Der kleine Glockenstuhl aus Stahl stammt aus dem Jahr 1951. Zwischen 1948 und 1955 gestaltete der in Aachen geborene Künstler Walter Benner die Chorfenster.
Die im Zweiten Weltkrieg teilweise zerstörten Türme wurden nicht wiederhergestellt, sondern durch einen Dachreiter ersetzt. Um 1990 wurden dem Chor seine mittelalterlichen Farben aus dem 13. Jahrhundert zurückgegeben.
1967 erhielt die Kirche durch Papst Paul VI. den Ehrentitel Basilica minor. Die Kirche St. Suitbertus war das zweitälteste Mönchskloster in der großen Erzdiözese Köln und einer der christlichen Vorposten gegen das heidnische Sachsenland.

## Orgel
Die Orgel auf der Westempore der Suitbertus-Basilika wurde in den Jahren 1975–1976 von der Firma Rudolf von Beckerath Orgelbau (Hamburg) erbaut. Das Instrument hat 39 Register (2712 Pfeifen) auf Schleifladen. Die Spieltrakturen sind mechanisch, die Registertrakturen elektrisch.
| I Hauptwerk C–g3 |            |        |
| 1.               | Gedackt    | 16′    |
| 2.               | Prinzipal  | 8′     |
| 3.               | Spielflöte | 8′     |
| 4.               | Oktave     | 4′     |
| 5.               | Spitzflöte | 4′     |
| 6.               | Nasat      | 2 ⁄3′  |
| 7.               | Oktave     | 2′     |
| 8.               | Terz       | 1 3⁄5′ |
| 9.               | Mixtur VI  |        |
| 10.              | Trompete   | 8′     |
|                  | Tremulant  |        |

| II Rückpositiv C–g3 |                 |       |
| 11.                 | Gedackt         | 8′    |
| 12.                 | Prinzipal       | 4′    |
| 13.                 | Rohrflöte       | 4′    |
| 14.                 | Gemshorn        | 2′    |
| 15.                 | Larigot         | 1 ⁄3′ |
| 16.                 | Septime         | 1 ⁄7′ |
| 17.                 | Sesquialtera II | 2 ⁄3′ |
| 18.                 | Scharf IV       |       |
| 19.                 | Cromorne        | 8′    |
|                     | Tremulant       |       |

| III Schwellwerk C–g3 |                |     |
| 20.                  | Holzgedackt    | 8′  |
| 21.                  | Gemshorn       | 8′  |
| 22.                  | Schwebung      | 8′  |
| 23.                  | Holzprinzipal  | 4′  |
| 24.                  | Waldflöte      | 2′  |
| 25.                  | Sifflöte       | 1′  |
| 26.                  | Schlagtöne III |     |
| 27.                  | Zimbel III     |     |
| 28.                  | Regal          | 16′ |
| 29.                  | Oboe           | 8′  |
| 30.                  | Clairon        | 4′  |
|                      | Tremulant      |     |

| Pedal C–g1 |            |     |
| 31.        | Prinzipal  | 16′ |
| 32.        | Oktave     | 8′  |
| 33.        | Gedackt    | 8′  |
| 34.        | Offenflöte | 4′  |
| 35.        | Nachthorn  | 2′  |
| 36.        | Mixtur V   |     |
| 37.        | Posaune    | 16′ |
| 38.        | Trompete   | 8′  |
| 39.        | Trompete   | 4′  |

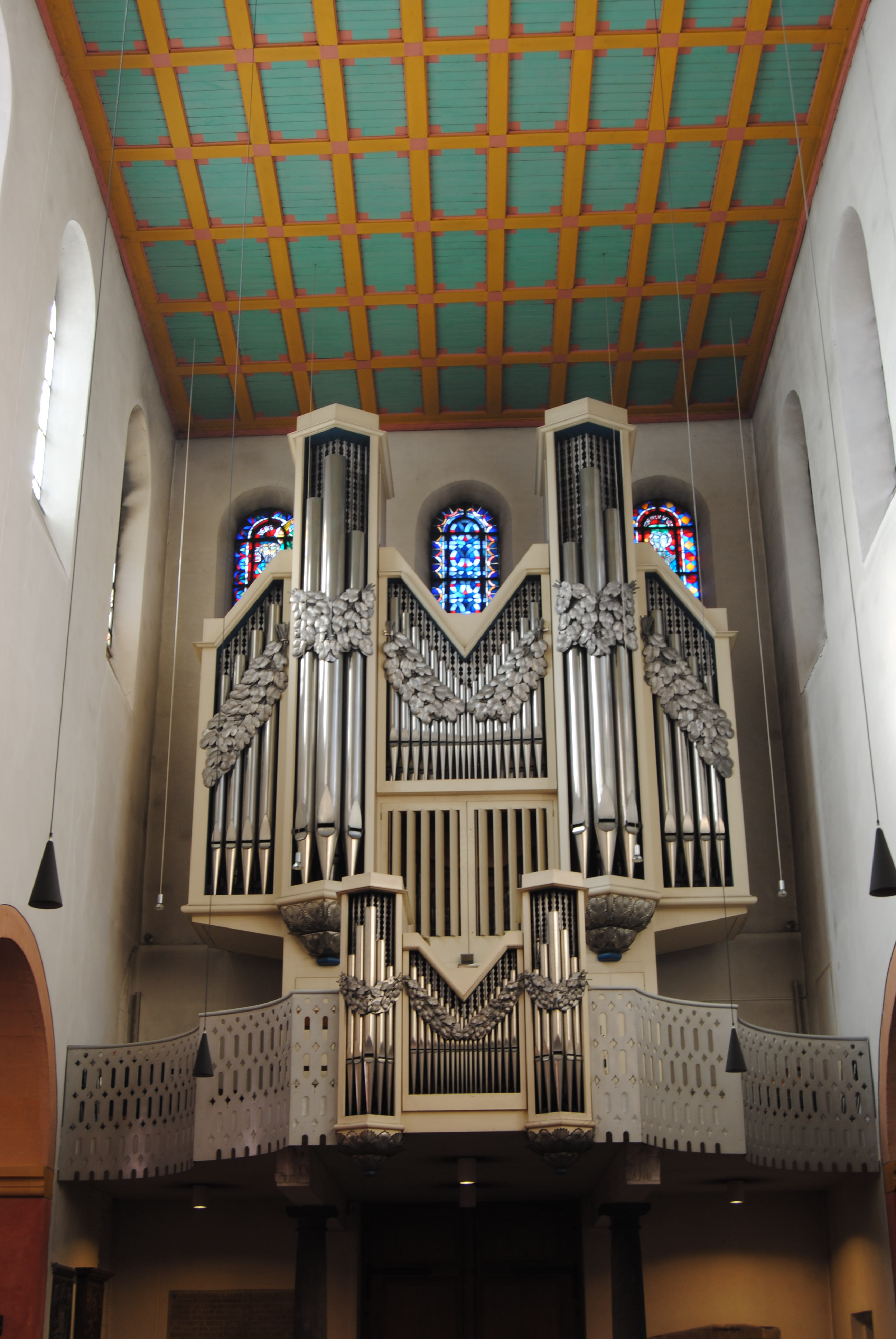
Orgel

- Koppeln: II/I, III/I, III/II, I/P, II/P, III/P
- Spielhilfen: 6-fache Setzeranlage

## Glocken
Im Dachreiter über der Vierung der sonst turmlosen Kirche hängt ein dreistimmiges Glockengeläut aus Bronze mit historischen Kirchenglocken.
| Glocke | Name      | Gussjahr | Gießer, Gussort              | Durchmesser | Masse  | Schlagton |
| ------ | --------- | -------- | ---------------------------- | ----------- | ------ | --------- |
| 1      | Maria     | 1705     | Johann Peter Edel, Straßburg | 1071 mm     | 750 kg | fis' −9   |
| 2      | Willeicus | 1705     | Johann Peter Edel, Straßburg | 970 mm      | 500 kg | gis' −9   |
| 3      | Gertrudis | 1705     | Johann Peter Edel, Straßburg | 860 mm      | 350 kg | ais' −9   |

## Umgebung
Direkt an der Basilika ist das Suitbertus-Gymnasium als koedukative Schule in Trägerschaft des Erzbistums Köln gelegen.